# Ukraińskie filmy zgłoszone do rywalizacji o Oscara w kategorii filmu nieanglojęzycznego
Ukraińskie filmy zgłoszone do rywalizacji o Oscara w kategorii filmu nieanglojęzycznego – Ukraina zgłaszała filmy do Nagrody Akademii Filmowej w kategorii „film nieanglojęzyczny” od 1997 roku. Nagroda przyznawana jest corocznie przez Amerykańską Akademię Sztuki i Wiedzy Filmowej dla pełnometrażowego filmu wyprodukowanego poza granicami Stanów Zjednoczonych, w którym większość dialogów jest w języku innym, niż angielski.

## Zasady wyboru nominacji
Zgodnie z warunkami Amerykańskiej Akademii Sztuki i Wiedzy Filmowej, filmy w kategorii „film nieanglojęzyczny” muszą być pełnometrażowymi filmami fabularnymi lub dokumentalnymi nakręconymi poza granicami Stanów Zjednoczonych, dominującym językiem dialogów w filmie nie może być język angielski, film musi być premierę w kraju, który go nominuje i być emitowany przez co najmniej 7 kolejnych dni, a twórcza kontrola nad powstaniem filmu musi należeć do obywateli lub mieszkańców kraju składającego wniosek.
Dodatkowe zasady nominacji ustala Ukraiński Komitet Oskarowy. Od 2019 roku, zgodnie ze zaktualizowanym „Regulaminem Ukraińskiego Komitetu Oskarowego”, obowiązują następujące reguły:
- Oryginalnie nagrane dialogi i dialogi w ostatecznej wersji filmu musi być w języku ukraińskim lub krymskotatarskim[4].
- Film musi posiadać certyfikat „filmu krajowego” lub status „filmu koprodukcji” zgodnie z Europejską Konwencją „O wspólnej produkcji kinematograficznej” lub innymi obowiązującymi umowami międzynarodowymi w dziedzinie kinematografii[4].

## Lista ukraińskich filmów zgłoszonych do rywalizacji w poszczególnych latach
Żaden film zgłoszony przez Ukrainę nigdy nie otrzymał nominacji do Oscara w kategorii filmu nieanglojęzycznego.
Film Kierowca dla Wiery z 2004 roku został zdyskwalifikowany, ponieważ został uznany za głównie rosyjską produkcję.
| Rok (Ceremonia) | Tytuł                   | Oryginalny tytuł         | Reżyser                        | Rezultat        |
| --------------- | ----------------------- | ------------------------ | ------------------------------ | --------------- |
| 1997 (70.)      | Przyjaciel nieboszczyka | Приятель небіжчика       | Wiaczesław Krysztofowycz       | Brak nominacji  |
| 2003 (76.)      | Mamaj                   | Мамай                    | Ołeś Sanin                     | Brak nominacji  |
| 2004 (77.)      | Kierowca dla Wiery      | Водій для Віри           | Pawieł Czuchraj                | Dyskwalifikacja |
| 2006 (79.)      | Aurora                  | Аврора                   | Oksana Bairak                  | Brak nominacji  |
| 2008 (81st)     | Iluzja strachu          | Ілюзія страху            | Aleksandr Kirienko             | Brak nominacji  |
| 2012 (85.)      | Ogniem chrzczony        | ТойХтоПройшовКрізьВогонь | Mychajło Illenko               | Brak nominacji  |
| 2013 (86.)      | Paradżanow              | Олени Фетісової          | Serż Awetikjan, Olena Fetisowa | Brak nominacji  |
| 2014 (87.)      | Przewodnik              | Поводир                  | Ołeś Sanin                     | Brak nominacji  |
| 2016 (89.)      | Ukraińscy szeryfowie    | Українські шерифи        | Roman Bondarczuk               | Brak nominacji  |
| 2017 (90.)      | Riven chornoho          | Рівень чорного           | Walentyn Wasjanowicz           | Brak nominacji  |
| 2018 (91st)     | Donbas                  | Донбас                   | Siergiej Łoznica               | Brak nominacji  |
| 2019 (92nd)     | Do domu                 | Додому                   | Nariman Alijew                 | Brak nominacji  |
| 2020 (93rd)     | Atlantyda               | Атлантида                | Walentyn Wasjanowicz           | Brak nominacji  |
| 2021 (94.)      | Złe drogi               | Погані дороги            | Natalia Worożbyt               | Brak nominacji  |